# 庫茨湖
53°12′57.57″N 13°39′5.59″E / 53.2159917°N 13.6515528°E

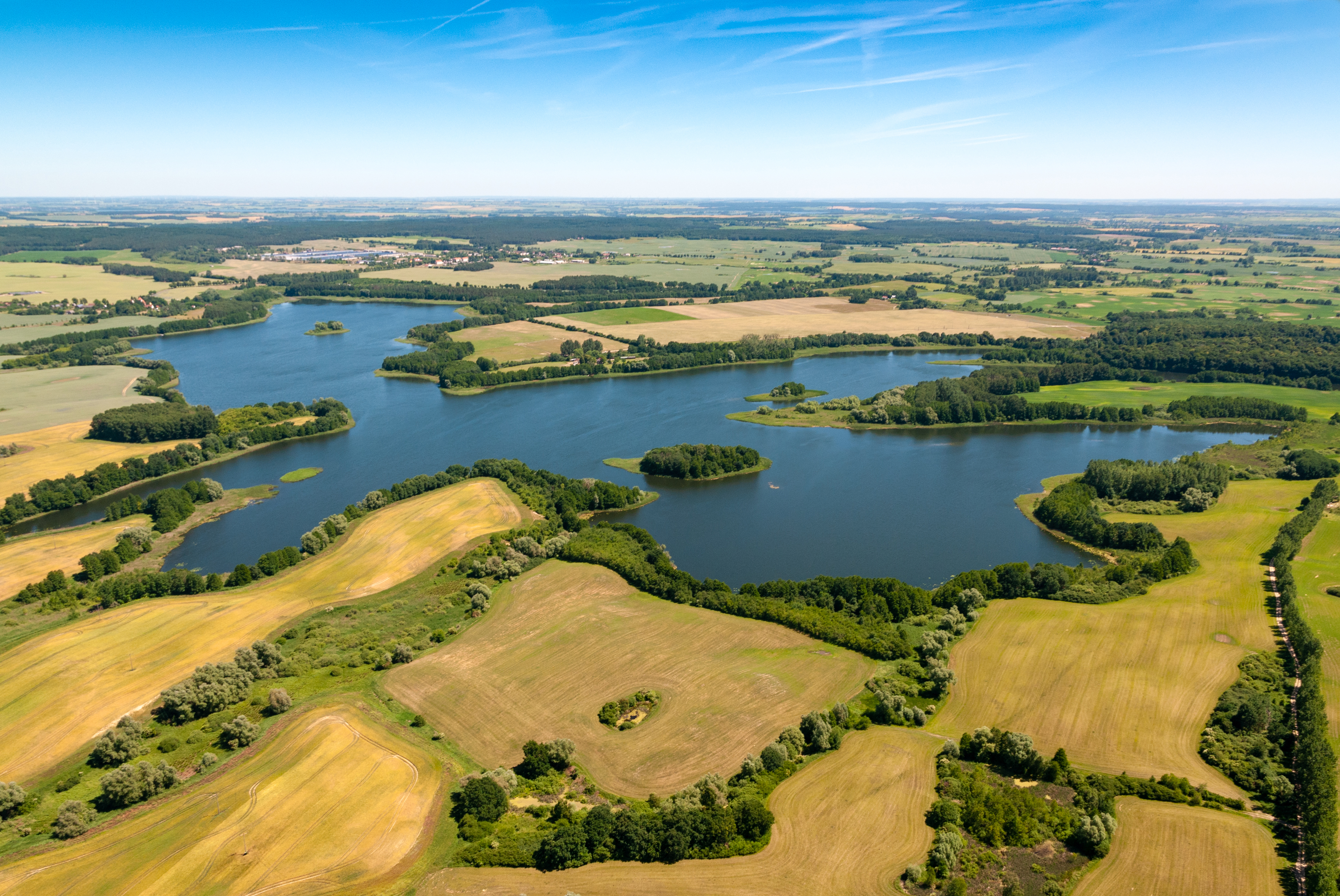

庫茨湖（德語：Kuhzer See），是德國的湖泊，位於該國西南部，由勃蘭登堡州負責管轄，處於烏克馬克縣，長3.2公里、寬2.9公里，面積2.2平方公里，最大水深9米。